# 王潤波
王潤波（1905年4月27日—1933年3月11日），字啟大。四川省開縣漢豐鎮西津壩人（現屬重慶市）。

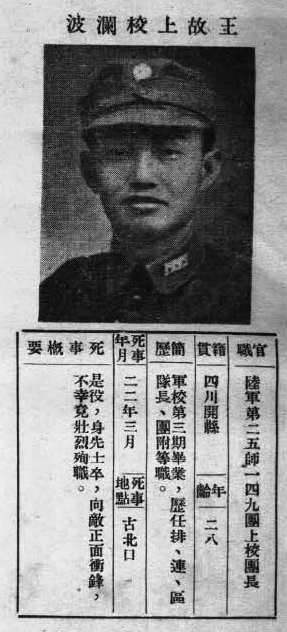
《抗戰軍人忠烈錄》（第一輯）中的王潤波烈士遺像

他為抗日戰爭期間陣亡的中國軍方高級將領之一。

## 生平[1]
中華民國國民革命軍陸軍第25師第75旅第149團上校團長，黄埔军校第三期畢業，民國22年3月在長城會戰古北口戰場上壯烈成仁，年28歲。